# پولات کمبوی آریکان
پولات کمبوی آریکان (ترکی استانبولی: Polat Kemboi Arıkan؛ زادهٔ ۱۲ دسامبر ۱۹۹۰) دونده کنیایی‌تبار اهل ترکیه است.
وی در مسابقات کشوری و بین‌المللی در مجموع برندهٔ ۳ مدال طلا، ۱ مدال برنز شده‌است.